# Trenje
Trênje je pojav, da deluje telo, po katerem drsi drugo telo, na slednjega deluje s silo trenja, ki ima nasprotno smer od smeri gibanja. Zaradi trenja se del mehanske energije pretvori v notranjo energijo, zato silo trenja uvrščamo med nekonservativne sile.
Sila trenja Ft je premo sorazmerna z normalno komponento sile Fn, s katero pritiska podlaga na prvo telo. Sorazmernostni koeficient je koeficient trenja kt:
{\displaystyle F_{t}=k_{t}F_{n}}
Koeficient trenja je odvisen od snovi, iz katerih sta mejni ploskvi teles, od njune hrapavosti oziroma obdelave, od morebitnih nečistoč, ter tudi od relativne hitrosti drsenja enega telesa glede na drugo. Največjo vrednost ima pri hitrosti nič, ko telesi mirujeta. V tem primeru govorimo o koeficientu lepenja, sam pojav pa imenujemo lepenje. Koeficient trenja je neodvisen od velikosti stične površine.

## Vrste trenja
Koeficient trenja je odvisen od vrste trenja. V splošnem ločimo tri vrste trenja:
- lepenje imenujemo trenje v limitnem primeru, ko telesi v stiku mirujeta eno glede na drugo. koeficient lepenja navadno označujemo s kl. Sila lepenja je tista, ki preprečuje, da bi radirka zdrsnila po gladki nagnjeni površini.
- trenje imenujemo pojav, kadar telesi drsita eno glede na drugo. Zgled za trenje je gibanje sani po snegu.
- kotalno trenje imenujemo trenje, pri katerem se eno telo kotali po drugem, kot denimo kolo po vozišču. Kotalno trenje je v splošnem manjše od drsnega trenja, kar izkoriščamo pri krogličnih ležajih.

Koeficient trenja je mogoče določiti le empirično z meritvijo v laboratorijih (kjer ni motečih dejavnikov) in ga ni mogoče izračunati vnaprej.

## Posledice trenja
Posledica trenja je deformacija teles. Ta je včasih zaželena, kot denimo pri poliranju, največkrat pa ne, saj vodi v obrabo. Trenje zmanjšujemo z mazivom na stiku površin, s čimer močno zmanjšamo koeficient trenja. Pri grafitu so nedavno odkrili supermazivnost, pojav, da dve površini v stiku drsita druga ob drugi brez trnja, kar ustreza koeficientu trenja, enakem nič. Veda, ki preučuje maziva in njihove lastnosti, se imenuje tribologija.
Namesto maziv se lahko za zmanjševanje trenja uporablja tudi akustično mazanje: zvok povzroči vibracije plasti v stiku, s čimer se zmanjša trenje med njimi. Pojav so uporabljali nemški tanki med drugo svetovno vojno, pri katerih je za akustično »mazanje« tankovskih gosenic skrbelo njihovo lastno cviljenje.
Delo sile trenja se sprošča kot toplota, ki nadalje lahko vodi v deformacijo telesa in lahko dolgoročno spremeni njegove specifikacije. V izjemnih primerih lahko trenje povzroči tudi taljenje snovi v stiku.
Izraz trenje praviloma uporabljamo za opis pojava na stiku dveh trdnih teles. S podobnim pojavom imamo opraviti tudi na stiku trdnine in tekočine ali dveh tekočin, kjer pa namesto o trenju govorimo o uporu.